# Crécy-la-Chapelle
 Crécy-la-Chapelle  ist eine französische Gemeinde mit 4881 Einwohnern (Stand 1. Januar 2022) im Département Seine-et-Marne in der Region Île-de-France. Sie gehört zum Arrondissement Meaux und zum Kanton Serris.

## Geografie
Die Stadt liegt am Ufer des Flusses Grand Morin.
Ortsteile:  Crécy Bourg, Montbarbin, Serbonne, La Chapelle, Libernon, Mongrolle, Ferolles, Montaudier 

Nachbargemeinden: Bouleurs, Villiers-sur-Morin, Couilly-Pont-aux-Dames, Voulangis, Guérard, Maisoncelles-en-Brie

## Geschichte
Die Gemeinde Crécy-la-Chapelle wurde am 1. Oktober 1972 aus den Gemeinden Crécy-en-Brie und La Chapelle-sur-Crécy gebildet. Der Name Crécy tritt erstmals im 7. Jahrhundert als Criscecus, Crideciacavico oder Creciacum auf. Im 9. Jahrhundert wurde die erste Festung gebaut (siehe Grafschaft Crécy).

### Bevölkerungsentwicklung
| Jahr                       | 1962 | 1968 | 1975 | 1982 | 1990 | 1999 | 2007 | 2017 |
| Einwohner                  | 1849 | 1928 | 2193 | 2413 | 3222 | 3851 | 4056 | 4531 |
| Quellen: Cassini und INSEE |      |      |      |      |      |      |      |      |

## Sehenswürdigkeiten
- Stiftskirche Notre-Dame-de-l’Assomption
- Belfried, erbaut 1865
- Maison Corot

Siehe auch: Liste der Monuments historiques in Crécy-la-Chapelle

## Städtepartnerschaften
- Pielenhofen in Deutschland